# جی‌ام‌ای
جی‌ام‌ای (انگلیسی: GMA Network) شرکت رسانه‌ای فیلیپینی است، که در سال ۱۹۵۰ تأسیس شد.